# Hercules (schip, 1967)

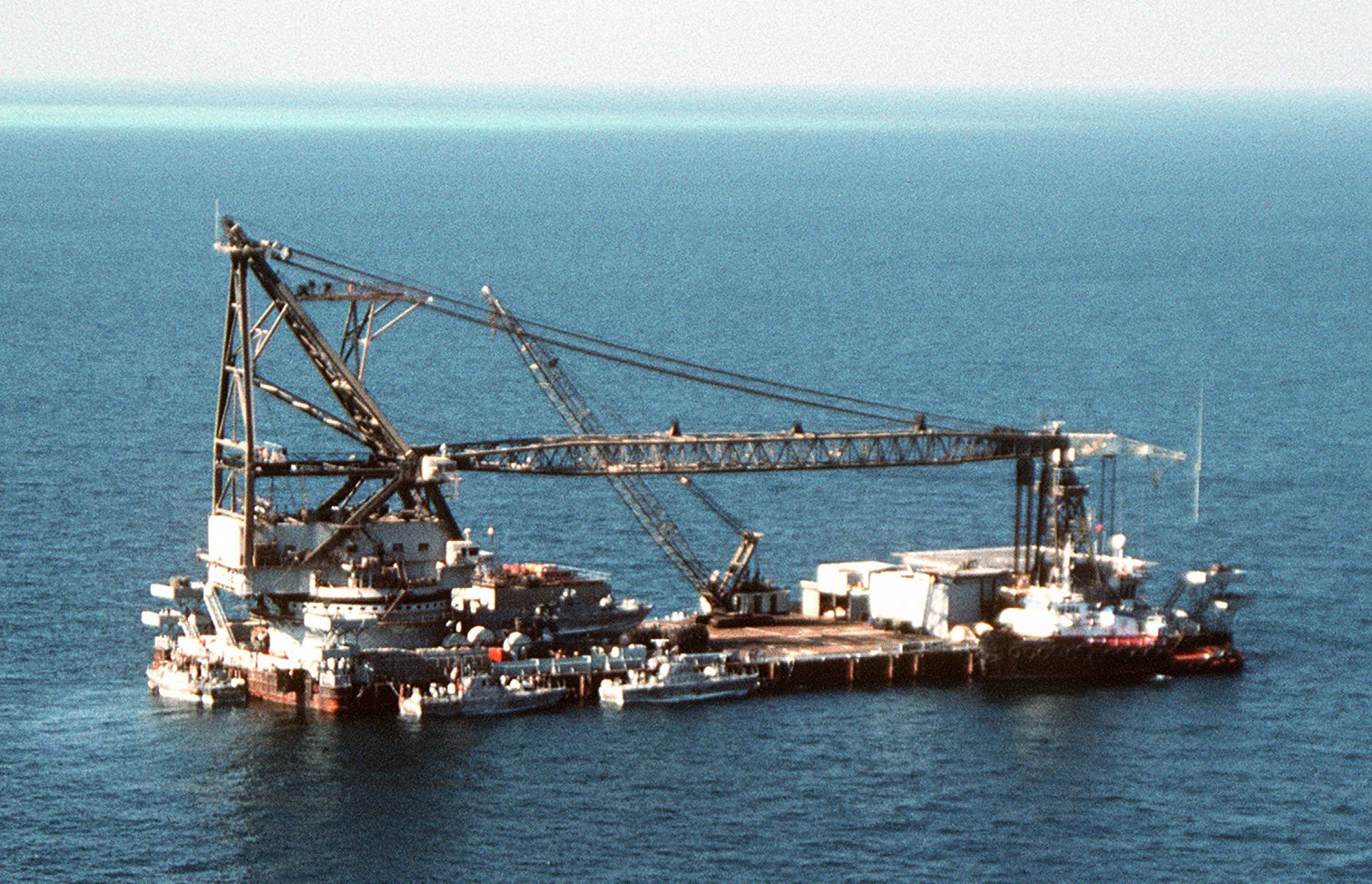
De Hercules in 1989 tijdens Operation Prime Chance

De Hercules was een kraanponton van Brown & Root. Het werd in 1966 bij de RDM gebouwd, waarbij een kraan van American Hoist geplaatst werd met een capaciteit van 500 shortton. De Hercules was een zusterschip van de eerder gebouwde Atlas.
De kraan van de Hercules was op dat moment de grootste en Brown & Root wist met zijn pontons een dominante positie op te bouwen in de vroege dagen van de Noordzee-olievelden.
Nadat BP een aantal aannemers had gevraagd om groter materiaal te bouwen voor het Forties-veld, werd in 1973 bij de RDM een nieuwe Clyde 66 kraan geplaatst van 1600 shortton, waartoe het ponton ook verlengd werd met 15 meter en verbreed met 12 meter. De oude kraan werd geplaatst op de BAR 297.
In 1987-1989 nam de Hercules met de Wimbrown VII deel aan Operation Prime Chance in de Perzische Golf ter bescherming van Amerikaanse olietankers ten tijde van de Irak-Iranoorlog.
In 1990 nam OPI onder meer 23 schepen en andere belangen van Brown & Root over, waaronder de DB Hercules. In 1995 nam Global Industries de DB Hercules over. De Clyde 66 werd vervangen door een Clyde 76 van 2000 shortton. Tussen 1996 en 2000 werd het ponton uitgerust met een dynamisch positioneringssysteem en een reel lay pijpenlegsysteem. In 2011 werd Global Industries overgenomen door Technip die daarmee onder meer de Hercules in de vloot kreeg.